# جيلاني بيترز
جيلاني بيترز هو لاعب كرة قدم كندي في مركز الدفاع، ولد في 17 ديسمبر 1993 في بورت أوف سبين في ترينيداد وتوباغو. لعب مع Toronto FC II ‏.

## وصلات خارجية
- جيلاني بيترز على موقع إي إس بي إن إف سي (الإنجليزية)
- جيلاني بيترز على موقع قاعدة بيانات كرة القدم.إي يو (الإنجليزية)
- جيلاني بيترز على موقع ناشيونال فوتبول تيمز (الإنجليزية)
- جيلاني بيترز على موقع Soccerway.com (الإنجليزية)